# Murtijapur
Murtijapur es una ciudad y municipio situada en el distrito de Akola en el estado de Maharashtra (India). Su población es de 40295 habitantes (2011). 

## Demografía
Según el censo de 2011 la población de Murtijapur era de 40295 habitantes, de los cuales 20309 eran hombres y 19986 eran mujeres. Murtijapur tiene una tasa media de alfabetización del 92,05%, superior a la media estatal del 82,34%: la alfabetización masculina es del 94,70%, y la alfabetización femenina del 89,38%.